# Chaetodon austriacus
Motyl czarnoogoniasty
Chaetodon austriacus – gatunek morskiej ryby z rodziny chetonikowatych (Chaetodontidae).

## Występowanie
Morze Czerwone i Zatoka Adeńska oraz na śródziemnomorskim wybrzeżu Izraela, najwyraźniej jako migrant przez Kanał Sueski.
Dorasta do 14 cm długości.

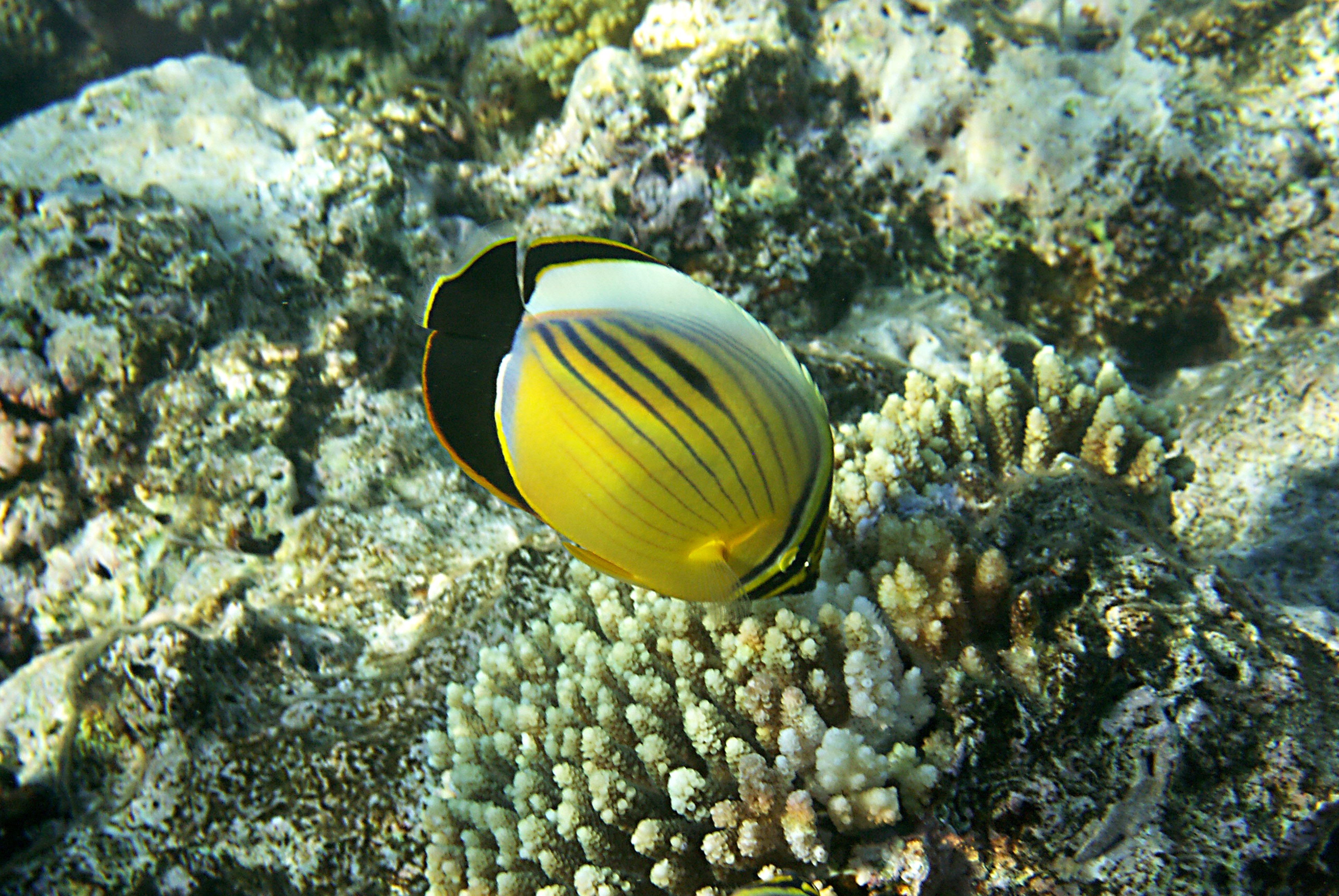

Występuje zwykle na obszarach bogatych w koralowce na głębokości od 0,5 do 20 m, na rafach, w lagunach lub zatokach. Dorosłe osobniki są zazwyczaj spotykane w parach patrolujących terytorium, podczas gdy osobniki młodociane żyją wśród koralowców. Gatunek ten żywi się polipami koralowymi i mackami ukwiałów.